# Avraham Granot
Avraham Granot (en hebreo: אברהם גרנות‎), (18 de junio de 1890 - 5 de julio de 1962) fue un activista sionista, político israelí y signatario de la Declaración de Independencia de Israel.

## Biografía
Abraham Granovsky (más tarde Granot) nació en Făleşti, en Beletsky Uyezd de la Gobernación de Besarabia del Imperio Ruso (actual Moldavia). Asistió al Herzliya Gymnasium  en Tel Aviv. En 1911 viajó a Suiza para estudiar derecho y economía política en la Universidad de Friburgo y la Universidad de Lausana, graduándose con un doctorado en 1917.

## Carrera política
En 1919 comenzó a trabajar para el Fondo Nacional Judío en La Haya y se trasladó a Jerusalén en 1922. Dos años más tarde emigró oficialmente a Eretz Israel. También fue conferencista en la Universidad Hebrea de Jerusalén sobre política agraria. En 1940 fue nombrado director general del FNJ.

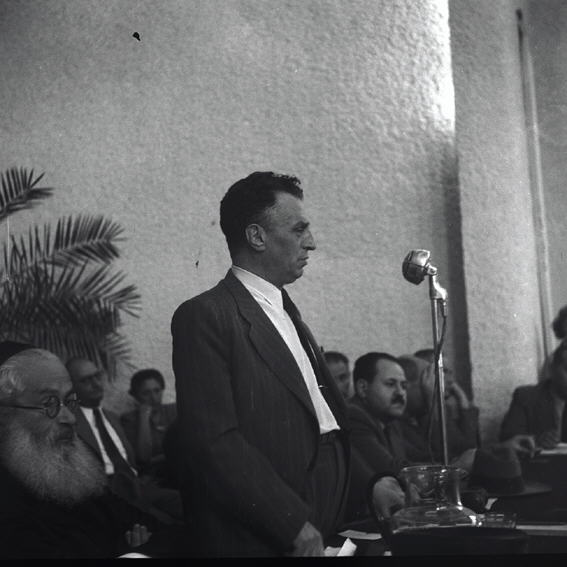
Avraham Granot en 1945

Granot fue miembro del Partido Nueva Aliya y uno de los firmantes de la Declaración de Independencia de Israel en 1948. En 1949, fue elegido miembro de la primera Knesset como miembro del Partido Progresista (sucesor del Partido Nueva Aliya). Fue reelegido en 1951, pero renunció a la Knesset seis semanas después de la elección. Fue director de varias corporaciones públicas y formó parte de la Junta de Gobernadores de la Universidad Hebrea de Jerusalén y del Instituto de Ciencias Weizmann.
En 1960, Granot fue elegido presidente de la Junta Directiva del Fondo Nacional Judío.

## Conmemoración
Neve Granot, un barrio de Jerusalén cerca del Museo de Israel lleva su nombre. La calle principal es Avraham Granot Street.

## Libros (en inglés)
- Problemas de la tierra en Palestina (1926)
- Impuestos sobre la tierra en Palestina (1927)
- La tierra y la reconstrucción judía en Palestina (1931)
- El sistema fiscal en Palestina (1952)
- Reforma Agraria y Registro de Israel (1956)